# An me thymáse
Chansons représentant Chypre au Concours Eurovision de la chanson
La La Love
(2012) One Thing I Should Have Done
(2015)
An me thymáse (grec moderne : Aν με θυμάσαι, « Si tu te souviens de moi ») est une chanson de Déspina Olympíou ayant représenté Chypre au Concours Eurovision de la chanson 2013. La chanson ne passe cependant pas les demi-finales du concours, terminant quinzième avec onze points de sa demi-finale.